# كينغو فوكودمي
كينغو فوكودمي (باليابانية: 福留 健吾) (14 مايو 1987 في اليابان – )؛ هو لاعب كرة قدم كان يلعب كحارس مرمى.

## وصلات خارجية
- كينغو فوكودمي على موقع رابطة كرة القدم اليابانية للمحترفين (اليابانية)
- كينغو فوكودمي على موقع قاعدة بيانات كرة القدم.إي يو (الإنجليزية)
- كينغو فوكودمي على موقع Soccerway.com (الإنجليزية)
- كينغو فوكودمي على موقع عالم كرة القدم.نت (الإنجليزية)